# ТЕС Фарідабад
28°20′47″ пн. ш. 77°21′43″ сх. д. / 28.34639° пн. ш. 77.36194° сх. д.
ТЕС Фарідабад – теплова електростанція у індійському штаті Хар'яна, на південній околиці агломерації Делі.
В 1999 – 2000 роках на майданчику станції став до ладу блок комбінованого парогазового циклу потужністю 430 МВт. Встановлені у ньому дві газові турбіни потужністю по 143 МВт живлять через відповідну кількість котлів-утилізаторів одну парову турбіну з показником 144 МВт.
Станція використовує природний газ, який надходить по газопроводу Віджайпур – Дадрі.
Для охолодження використовують воду рампурського відгалуження каналу Ґурґаон (бере початок із річки Джамна). 
Видача продукції відбувається по ЛЕП, розрахованим на роботу під напругою 220 кВ.